# Dystrykt Masaka
Dystrykt Masaka – dystrykt w południowej Ugandzie, którego siedzibą administracyjną jest miasto Masaka. W 2002 roku liczył ok. 771 tys. mieszkańców.
Dystrykt Masaka graniczy na północnym zachodzie z dystryktem Bukomansimbi, na północy z dystryktem Kalumbu, na wschodzie i południu z dystryktem Kalangala, na południowym zachodzie z dystryktem Rakai i na zachodzie z dystryktem Lwengo.